# Ellen Schulz
Ellen Schulz (nach Eheschließung Ellen Schulz-Krandick, * 1957 in Köln) ist eine deutsche Schauspielerin, Regisseurin und Sprecherin.

## Leben
Bereits als Schülerin übernahm Schulz Gastrollen am Kölner Schauspielhaus. Nach ihrer Schauspielausbildung am Kölner Theater der Keller folgten Engagements in Ulm und am Frankfurter Schauspielhaus, wo sie vor allem mit Dietrich Hilsdorf intensiv zusammenarbeitete. So gehörte sie beispielsweise 1985 zum Ensemble seiner skandalumwitterten Uraufführung von Fassbinders Der Müll, die Stadt und der Tod. Weitere Rollen unter der Regie von Hilsdorf waren: Abigail in Hexenjagd, Irma in Die Irre von Chaillot, das Klärchen in Egmont, die Titelrolle in Das Käthchen von Heilbronn, die Iokaste in Oidipus und die Eve in Der zerbrochne Krug.
Es folgten zahlreiche Gastengagements unter anderem an den Theatern in Wiesbaden, Bonn, Zürich und Oberhausen. 1990 spielte sie die Frau Capulet in Romeo und Julia am Theater Bonn in einer Inszenierung von Jaroslav Chundela. Am Staatstheater Wiesbaden folgten 1991/1992 die Elmire in Tartüffe und die Stella in Endstation Sehnsucht. Am Schauspielhaus Zürich gastierte sie in der Spielzeit 1994/1995 als Marion in Dantons Tod.
Neben ihrer Theatertätigkeit wirkte sie in zahlreichen TV-Produktionen mit und arbeitete als Dozentin an der Frankfurter Hochschule für Musik und darstellende Kunst.
Als Sprecherin war und ist sie die Stimme zahlreicher Werbekampagnen unter anderem für Bayer, Ferrero, L’Oréal und Citroën. Große Bekanntheit erlangte der von ihr gesprochene Slogan „nichts bewegt Sie wie ein Citroën“.
Im Jahr 2001 las sie die Hörbuchversion von Cornelia Funkes Roman „Hinter verzauberten Fenstern“. Als Regisseurin inszenierte sie u. a. bei den Burgfestspielen Bad Vilbel und bei den Märchenfestspielen Hanau.
Ellen Schulz ist in Frankfurt am Main als Coach für Charisma, Ausstrahlung und Durchsetzungskraft tätig.

## Filmografie (Auswahl)
- 1983–1984: 6 Richtige (TV-Serie, 26 Folgen)
- 1991: Hausmänner
- 1992: Liebesreise
- 1993: Christinas Seitensprung
- 1994–2003: Ein Fall für zwei (TV-Serie, acht Folgen)
- 1994: Tatort: Der Rastplatzmörder (Fernsehreihe)
- 1996: Kurklinik Rosenau (TV-Serie, eine Folge)
- 1997: Post Mortem – Der Nuttenmörder
- 1997: Ein Schloß für Rita
- 1997: Polizeiruf 110: Feuertod (Fernsehreihe)
- 2002: Tatort: Schlaf, Kindlein, schlaf
- 2003: ABC des Lebens
- 2004: Tatort: Janus
- 2004: Polizeiruf 110: Der Prinz von Homburg
- 2005: Blindes Vertrauen
- 2006: Die Kommissarin (TV-Serie, eine Folge)
- 2007: Vater auf der Flucht
- 2007: Späte Aussicht
- 2009, 2012: Der Staatsanwalt (TV-Serie, zwei Folgen)
- 2010: Die geerbte Familie
- 2014: Im Labyrinth des Schweigens

## Hörspiele
- 1996: Alfred Marquart: Sherlock Holmes und die Whitechapel-Morde (Mary Kelly) – Regie: Patrick Blank (Hörspiel – SWF)
- 2006: Ed McBain: Hitze (Jessica Herzog) – Regie: Ulrich Lampen (Kriminalhörspiel – HR)